# Bartolomeo Capobianco
Bartolomeo Capobianco (falecido em 1547) foi um prelado católico romano que serviu como bispo de Lettere-Gragnano (1540–1547).

## Biografia
No dia 8 de janeiro de 1540, Bartolomeo Capobianco foi nomeado durante o papado de Paulo III como Bispo de Lettere-Gragnano, onde serviu como bispo até à sua morte em 1547.